# 알 권리
알 권리(right to know)란 여러 나라에서 법으로 보장된 기본 인권이자 사실을 알고 있을 권리로, 정보의 자유(자유권), 정보 수집(청구권), 정보의 공개를 청구할 수 있는 헌법상의 권리다.
유네스코는 '정보에 대한 보편적 접근(universal access)'을 포괄적 지식사회의 필수 기반으로 추구하며, 따라서 이를 사전동의를 거쳐 '자신에게 영향을 미치는 사안에 대해서 참여하는 동시에 정부 및 다른 사람들에게 책임을 물을 수 있는 권리'로 정의한다.

## 판례
- 알 권리는 국민주권주의에서도 그 헌법적 근거를 찾을 수 있는 것으로서, 정보기기의 이용을 통하여 정부와 국민 사이, 국민과 국민 사이의 의사소통을 촉진하여 일반인의 정치적 무관심을 타파하고 공공문제에 대한 다양한 표현과 참여를 유도함으로써 민주주의의 실질적 구현에 기여하고 있다.[1]
- 대통령선거방송토론위원회가 방송토론회에 참석할 후보자를 최소한의 당선가능성과 주요 정당의 추천등을 기준으로 하여 선정함으로써 적정 범위 내로 제한하는 것은 국민의 알 권리를 침해하는 것이 아니다.[2]
- 대통령 선거의 선거일 공고일로부터 선거일까지 선거기간 중 선거에 관한 여론조사의 결과 등의 공표를 금지하는 것은 국민의 알 권리를 침해하는 것이 아니다.[3]
- 알 권리는 표현의 자유와 표리일체의 관계에 있으며 자유권적 성질과 청구권적 성질을 공유하는 것이다. 나아가 현대 사회가 고도의 정보화사회로 이행해감에 따라 "알 권리"는 한편으로 생활권적 성질까지도 획득해 나가고 있다.[4]

## 같이 보기
- 정보의 자유
- 사전동의